# Fuite de gaz toxique d'Aqaba
 (juin 2022).
La fuite de gaz toxique d'Aqaba est survenue le 27 juin 2022 lorsqu'une fuite de gaz toxique s'est produite au port d'Aqaba (en), en Jordanie, lorsqu'un conteneur transportant 25 tonnes de chlore est tombé d'une grue sur un navire amarré et s'est rompu. L'incident a tué au moins 14 personnes et en a blessé plus de 265.

## Accident
Le port d'Aqaba est le seul port de Jordanie et est situé à environ 16 kilomètres au sud de la ville d'Aqaba, une destination touristique populaire dans le pays.
Le 27 juin 2022, une grue chargeait l'un des nombreux conteneurs de stockage de produits chimiques sous pression sur un porte-conteneurs en vue de son exportation vers Djibouti. Le système de câblage de la grue est tombé en panne et un conteneur, contenant environ 25 tonnes de chlore est tombé sur le navire et s'est rompu, provoquant l'éclatement du chlorure du conteneur. Le gaz s'est ensuite répandu dans tout le port au fur et à mesure que les gens s'enfuyaient. Selon Haj Hassan, chef adjoint de l'Autorité portuaire de la région d'Aqaba, une "corde de fer transportant un conteneur contenant une substance toxique s'est cassée, entraînant la chute et la fuite de la substance toxique". Le navire attendait pour charger 20 conteneurs supplémentaires avec un pourcentage élevé de chlore.
Une vidéo de l'incident a été publiée sur Twitter par la télévision d'État jordanienne.

## Conséquences
Le chlore gazeux est toxique pour l'homme. Lorsqu'il est inhalé et mélangé à de l'humidité dans le corps humain, il crée de l'acide hypochloreux et de l'acide chlorhydrique, qui peuvent tous deux créer des radicaux libres d'oxygène qui décomposent les parois cellulaires du système pulmonaire, ce qui peut entraîner une irritation en cas d'exposition légère, mais peut être aussi toxique pour créer un œdème pulmonaire, un syndrome de détresse respiratoire aiguë, des problèmes respiratoires chroniques et la mort.
Le port a été immédiatement évacué pendant que les premiers intervenants travaillaient pour donner des soins médicaux aux dockers touchés. Les blessés ont été transportés vers deux hôpitaux publics, un hôpital de campagne et un établissement privé. Le directeur de la santé d'Aqaba, Jamal Obeidat, a déclaré que les hôpitaux d'Aqaba étaient pleins et que « les blessés sont dans un état moyen à critique ». Le ministre de l'Information Faisal Al Shboul a déclaré que le gouvernement avait envoyé un hôpital de campagne et du matériel médical. Selon les médias d'État, au moins un avion a évacué des blessés vers Amman.
Le ministre israélien de la Défense, Benny Gantz, a offert son aide en déclarant « Comme nous l'avons dit à nos amis en Jordanie, l'establishment de la défense israélienne est prêt à aider à tout effort, par tous les moyens nécessaires ».
Bien que le port soit éloigné de la ville et que des vents lents aient empêché le gaz de se propager, le responsable de la santé de la ville a pris des précautions et a ordonné aux habitants de fermer leurs fenêtres et de rester à l'intérieur. La patrouille routière a bloqué toutes les routes menant à Aqaba. Une plage touristique voisine, à seulement 7 kilomètres du port, a été évacuée et fermée. Les unités de stockage et de traitement des céréales du port ont également été fermées pour le moment immédiat afin d'inspecter le stockage pour toute contamination par le chlore gazeux. Le reste du port devait reprendre ses activités une fois qu'il aurait été jugé sûr de revenir.

## Enquête
Le Premier ministre Bisher Al-Khasawneh a chargé le ministre de l'Intérieur de mener une enquête sur l'accident.